# Torneo Clausura 2023 (Panamá)
El Torneo Clausura 2023, oficialmente llamado por motivo de patrocinio Liga LPF Tigo Clausura 2023, fue la quincuagésima novena edición de la máxima división panameña, siendo el final de la temporada 2023. El campeón fue el Club Atlético Independiente luego de obtener su sexto título. Quien a su vez fue el campeón defensor, luego de lograr el título en el Torneo Apertura 2023 consagrándose tricampeón.

## Sistema de competición
El torneo de la Liga Tigo Clausura 2023, está conformado en dos partes:
- Fase de clasificación: Se integra por dos conferencias de seis equipos por 16 jornadas del torneo.
- Fase final: Se integra por los partidos de play-offs, semifinal y final.

### Fase de clasificación
En la fase de clasificación se observará el sistema de puntos. La ubicación en la tabla general está sujeta a lo siguiente:
- Por juego ganado se obtendrán tres puntos.
- Por juego empatado se obtendrá un punto.
- Por juego perdido no se otorgan puntos.

En esta fase participan los 12 clubes de la LPF jugando en dos grupos llamados conferencias durante las 16 jornadas respectivas.

### Fase final
Los seis clubes mejor ubicados en la tabla de posiciones clasifican a la fase eliminatoria. Los dos primeros tienen derecho a jugar semifinales directamente y a cerrar la serie como local, mientras que los otros cuatro jugarán a partido único un play-off. En caso de un empate en los encuentros se disputaran tiempos extras; dos tiempos de 15 minutos cada uno. De persistir el resultado, el partido se definirá desde la tanda de los penales.
La primera etapa se desarrolla de la siguiente manera (Play-Offs):
La segunda etapa de la fase final consiste en unas semifinales que se jugarán a partido único. En caso de que la igualdad persista, se procederá a jugar tiempos extras y finalmente penales. Las semifinales se desarrollarán de la siguiente manera:
En la Final del torneo se reubicarán los clubes de acuerdo a su posición en la tabla. Para determinar el conjunto local y visitante en el juego, respectivamente, para este torneo la final será a partido único y se jugará en el Estadio Universidad Latina. En caso de que la igualdad persista, se procederá a jugar tiempos extras y finalmente penales.

## Equipos participantes

### Equipos por provincias
| Provincia    | N.º | Equipos                                                                        |
| ------------ | --- | ------------------------------------------------------------------------------ |
| Panamá       | 5   | Alianza FC, CD Plaza Amador, Potros del Este, Sporting San Miguelito, Tauro FC |
| Panamá Oeste | 2   | CA Independiente, San Francisco FC                                             |
| Coclé        | 1   | CD Universitario                                                               |
| Colón        | 1   | Deportivo Árabe Unido                                                          |
| Chiriquí     | 1   | CD Atlético Chiriquí                                                           |
| Herrera      | 1   | Herrera FC                                                                     |
| Veraguas     | 1   | Umecit FC                                                                      |
| Total        | 12  |                                                                                |

### Información de los equipos participantes
| Equipo                 | Entrenador       | Ciudad                    | Estadio                   | Capacidad | Patrocinador                                                           | Kit      |
| ---------------------- | ---------------- | ------------------------- | ------------------------- | --------- | ---------------------------------------------------------------------- | -------- |
| Alianza                | Jair Palacios    | Panamá, Panamá            | Rommel Fernández          | 32 450    | 2 patrocinadores ShowTime Clinilab Panamá                              | Keuka    |
| Atlético Chiriquí      | Herney Duque     | David, Chiriquí           | San Cristóbal             | 2890      | 2 patrocinadores Transporte Rivera Hermanos S.A. Hotel Ciudad de David |          |
| Árabe Unido            | Alberto Valencia | Colón, Colón              | Armando Dely Valdés       | 1121      | 2 patrocinadores Kendall Motor Oil AguAseo                             | Kelme    |
| Atlético Independiente | Franklin Narváez | La Chorrera, Panamá Oeste | Agustín "Muquita" Sánchez | 3000      | 3 patrocinadores Altos De La Pradera Eco Moda Powerade                 | Everlast |
| Herrera                | Miguel Corral    | Chitré, Herrera           | Los Milagros              | 1000      | 2 patrocinadores Varela Hermanos S.A. Betcris                          | Adidas   |
| Plaza Amador           | Ameth de León    | Panamá, Panamá            | Javier Cruz García        | 700       | 2 patrocinadores Sportium SPARK                                        | Puma     |
| Potros del Este        | Ángel Sánchez    | Panamá, Panamá            | Javier Cruz García        | 700       | Bridgestone                                                            | Luanvi   |
| San Francisco          | Gary Stempel     | La Chorrera, Panamá Oeste | Agustín "Muquita" Sánchez | 3000      | TicketMore                                                             | Valor    |
| Sporting San Miguelito | David Dóniga     | San Miguelito, Panamá     | Los Andes                 | 1450      | Sparkle Power S.A.                                                     | Spirits  |
| Tauro                  | Felipe Baloy     | Panamá, Panamá            | Rommel Fernández          | 32 450    | 3 patrocinadores Terpel Universidad del Istmo Kentucky Fried Chicken   | Patrick  |
| Universitario          | Julio Infante    | Penonomé, Coclé           | Universidad Latina        | 3500      | 3 patrocinadores Universidad Latina Learding Vila Banco LAFISE         | Sheffy   |
| Umecit                 | Javier Torres    | Atalaya, Veraguas         | Rafael Rodríguez          | 500       | UMECIT                                                                 | Adidas   |

Datos actualizados al 7 de octubre de 2023.
- Nota: (*)  Los equipos utilizaron dichos estadios sólo por este torneo.

### Cambios de entrenadores
| Equipo                  | Entrenador saliente | Fecha de salida          | Jornada dirigida | Tipo de despido       | Reemplazado por          | Fecha de llegada         |
| ----------------------- | ------------------- | ------------------------ | ---------------- | --------------------- | ------------------------ | ------------------------ |
| Umecit FC               | Freddy Romero       | 31 de abril de 2023      | Pretemporada     | Mutuo Acuerdo         | Francisco Perlo          | 15 de mayo de 2023       |
| Umecit FC               | Francisco Perlo     | 12 de septiembre de 2023 | (1 - 8)          | Mutuo Acuerdo         | Javier Torres (interino) | 12 de septiembre de 2023 |
| Club Deportivo del Este | Daniel Blanco       | 9 de mayo de 2023        | Pretemporada     | Mutuo Acuerdo         | Ángel Sánchez            | 1 de junio de 2023       |
| Sporting SM             | Felipe Borowsky     | 2 de junio de 2023       | Pretemporada     | Recisión del Contrato | David Dóniga             | 12 de junio de 2023      |
| Tauro FC                | Diego Guiterre      | 31 de mayo de 2023       | Pretemporada     | Fin del Contrato      | Felipe Baloy             | 11 de junio de 2023      |
| Atlético Chiriqui       | Dayron Pérez        | 10 de junio de 2023      | Pretemporada     | Recisión del Contrato | Jonathan Parra           | 11 de julio de 2023      |
| Atlético Chiriqui       | Jonathan Parra      | 11 de septiembre de 2023 | (1-8)            | Renuncia              | Henrey Duque             | 15 de septiembre de 2023 |
| Deportivo Árabe Unido   | Julio Dely Valdés   | 15 de agosto de 2023     | (1 - 4)          | Renuncia              | Alberto Valencia         | 16 de agosto de 2023     |

## Fase de Clasificación

### Conferencia Este
| Pos. | Equipo             | Pts. | PJ | G | E | P | GF | GC | Dif. | Notas                                  |
| ---- | ------------------ | ---- | -- | - | - | - | -- | -- | ---- | -------------------------------------- |
| 1    | Tauro F. C.        | 32   | 16 | 9 | 5 | 2 | 28 | 14 | +14  | Acceso directo a las semifinales.      |
| 2    | Sporting S. M.     | 28   | 16 | 8 | 4 | 4 | 24 | 11 | +13  | Acceso a los play-offs de semifinales. |
| 3    | Alianza F. C.      | 24   | 16 | 6 | 6 | 4 | 17 | 17 | 0    | Acceso a los play-offs de semifinales. |
| 4    | C. D. Árabe Unido  | 23   | 16 | 6 | 5 | 5 | 16 | 16 | 0    |                                        |
| 5    | C. D. Plaza Amador | 19   | 16 | 5 | 4 | 7 | 22 | 17 | +5   |                                        |
| 6    | Potros del Este    | 16   | 16 | 4 | 4 | 8 | 20 | 29 | −9   | Último lugar.                          |

Actualizado a los partidos jugados el 28 de octubre de 2023.
 Fuente: LPF, Soccerway.

### Conferencia Oeste
| Pos. | Equipo                  | Pts. | PJ | G  | E | P  | GF | GC | Dif. | Notas                                  |
| ---- | ----------------------- | ---- | -- | -- | - | -- | -- | -- | ---- | -------------------------------------- |
| 1    | C. A. Independiente     | 37   | 16 | 11 | 4 | 1  | 39 | 16 | +23  | Acceso directo a las semifinales.      |
| 2    | San Francisco F. C.     | 25   | 16 | 7  | 4 | 5  | 19 | 14 | +5   | Acceso a los play-offs de semifinales. |
| 3    | Herrera F. C.           | 23   | 16 | 6  | 5 | 5  | 28 | 20 | +8   | Acceso a los play-offs de semifinales. |
| 4    | C. D. Universitario     | 21   | 16 | 5  | 6 | 5  | 15 | 19 | −4   |                                        |
| 5    | Umecit F. C.            | 11   | 16 | 3  | 2 | 11 | 18 | 25 | −7   |                                        |
| 6    | C. D. Atlético Chiriquí | 3    | 16 | 0  | 3 | 13 | 9  | 57 | −48  | Último lugar.                          |

Actualizado a los partidos jugados el 7 de noviembre de 2023.
 Fuente: LPF, Soccerway.
| Simbología |
| --- |
| Pos – Posición; PJ – Partidos Jugados; PG - Partidos Ganados; PE - Partidos Empatados; PP - Partidos Perdidos; GF – Goles a Favor; GC – Goles en Contra; DIF – Diferencia de Goles; PTS - Puntos. |

### Evolución de la clasificación
Conferencia Este 
| Jornada            | 01 | 02 | 03 | 04 | 05 | 06 | 07 | 08 | 09 | 10 | 11 | 12 | 13 | 14 | 15 | 16 |
| Equipo             |    |    |    |    |    |    |    |    |    |    |    |    |    |    |    |    |
| ------------------ | -- | -- | -- | -- | -- | -- | -- | -- | -- | -- | -- | -- | -- | -- | -- | -- |
| Tauro F. C.        | 6  | 3  | 3  | 2  | 1  | 1  | 2  | 1  | 1  | 1  | 1  | 1  | 1  | 1  | 1  | 1  |
| Sporting S. M.     | 1  | 2  | 1  | 3  | 3  | 3  | 3  | 4  | 2  | 3  | 2  | 2  | 2  | 2  | 2  | 2  |
| Alianza F. C.      | 3  | 4  | 4  | 4  | 4  | 4  | 4  | 3  | 3  | 4  | 4  | 4  | 3  | 3  | 3  | 3  |
| C. D. Árabe Unido  | 4  | 5  | 5  | 6  | 6  | 6  | 6  | 6  | 6  | 6  | 6  | 5  | 5  | 5  | 4  | 4  |
| C. D. Plaza Amador | 2  | 1  | 2  | 1  | 2  | 2  | 1  | 2  | 4  | 2  | 3  | 3  | 4  | 4  | 5  | 5  |
| C. D. del Este     | 5  | 6  | 6  | 5  | 5  | 5  | 5  | 5  | 5  | 5  | 5  | 6  | 6  | 6  | 6  | 6  |

 Conferencia Oeste 
| Jornada             | 01 | 02 | 03 | 04 | 05 | 06 | 07 | 08 | 09 | 10 | 11 | 12 | 13 | 14 | 15 | 16 |
| Equipo              |    |    |    |    |    |    |    |    |    |    |    |    |    |    |    |    |
| ------------------- | -- | -- | -- | -- | -- | -- | -- | -- | -- | -- | -- | -- | -- | -- | -- | -- |
| C. A. Independiente | 3  | 1  | 1  | 1  | 1  | 1  | 1  | 1  | 1  | 1  | 1  | 1  | 1  | 1  | 1  | 1  |
| San Francisco F. C. | 1  | 4  | 4  | 4  | 4  | 4  | 4  | 4  | 4  | 4  | 4  | 4  | 4  | 3  | 2  | 2  |
| C. D. Universitario | 5  | 5  | 3  | 3  | 3  | 3  | 3  | 3  | 3  | 3  | 3  | 2  | 2  | 2  | 3  | 4  |
| Herrera F. C.       | 2  | 2  | 2  | 2  | 2  | 2  | 2  | 2  | 2  | 2  | 2  | 3  | 3  | 4  | 4  | 3  |
| Umecit F. C.        | 6  | 3  | 5  | 5  | 5  | 5  | 5  | 5  | 5  | 5  | 5  | 5  | 5  | 5  | 5  | 5  |
| Atlético Chiriquí   | 4  | 6  | 6  | 6  | 6  | 6  | 6  | 6  | 6  | 6  | 6  | 6  | 6  | 6  | 6  | 6  |

Notas: * Indica la posición del equipo con un partido pendiente.

### Tabla de posiciones
| Pos. | Equipo                  | Pts. | PJ | G  | E | P  | GF | GC | Dif. | Notas            |
| ---- | ----------------------- | ---- | -- | -- | - | -- | -- | -- | ---- | ---------------- |
| 1    | C. A. Independiente     | 37   | 16 | 11 | 4 | 1  | 39 | 16 | +23  | Líder del torneo |
| 2    | Tauro F. C.             | 32   | 16 | 9  | 5 | 2  | 28 | 14 | +14  |                  |
| 3    | Sporting S. M.          | 28   | 16 | 8  | 4 | 4  | 24 | 11 | +13  |                  |
| 4    | San Francisco F. C.     | 25   | 16 | 7  | 4 | 5  | 19 | 14 | +5   |                  |
| 5    | Alianza F. C.           | 24   | 16 | 6  | 6 | 4  | 17 | 17 | 0    |                  |
| 6    | Herrera F. C.           | 23   | 16 | 6  | 5 | 5  | 28 | 20 | +8   |                  |
| 7    | Deportivo Árabe Unido   | 23   | 16 | 6  | 5 | 5  | 16 | 16 | 0    |                  |
| 8    | C. D. Universitario     | 21   | 16 | 5  | 6 | 5  | 15 | 19 | −4   |                  |
| 9    | C. D. Plaza Amador      | 19   | 16 | 5  | 4 | 7  | 22 | 17 | +5   |                  |
| 10   | Potros del Este         | 16   | 16 | 4  | 4 | 8  | 20 | 29 | −9   |                  |
| 11   | Umecit F. C.            | 11   | 16 | 3  | 2 | 11 | 18 | 25 | −7   |                  |
| 12   | C. D. Atlético Chiriquí | 3    | 16 | 0  | 3 | 13 | 9  | 57 | −48  | Último lugar.    |

Actualizado a los partidos jugados el 7 de noviembre de 2023.
 Fuente: Liga Panameña de Fútbol.

## Resultados

### Jornadas
- Los horarios son correspondientes al tiempo de Ciudad de Panamá (UTC-5)
- Puedes mirar el calendario completo aquí

| Jornada 1          | Jornada 1 | Jornada 1              | Jornada 1                  | Jornada 1   | Jornada 1 | Jornada 1                     | Jornada 1 | Jornada 1 | Jornada 1 |
| ------------------ | --------- | ---------------------- | -------------------------- | ----------- | --------- | ----------------------------- | --------- | --------- | --------- |
| Conferencia Este   |           |                        |                            |             |           |                               |           |           |           |
| Local              | Resultado | Visitante              | Estadio                    | Fecha       | Hora      | TV                            |           |           |           |
| Sporting SM        | 3 - 0     | Tauro                  | Los Andes                  | 21 de julio | 20:00     | Archivo:Tigo Sports logo.svg+ |           |           |           |
| Potros del Este    | 0 - 3     | Plaza Amador           | Javier Cruz García         | 22 de julio | 16:00     | Archivo:Tigo Sports logo.svg  |           |           |           |
| Árabe Unido        | 0 - 1     | Alianza                | Armando Dely Valdés        | 23 de julio | 16:00     |                               |           |           |           |
| Conferencia Oeste  |           |                        |                            |             |           |                               |           |           |           |
| Local              | Resultado | Visitante              | Estadio                    | Fecha       | Hora      | TV                            |           |           |           |
| Herrera            | 1 - 1     | Atlético Independiente | Los Milagros               | 22 de julio | 18:15     |                               |           |           |           |
| Umecit             | 0 - 1     | San Francisco          | Rommel Fernández Gutiérrez | 22 de julio | 20:30     | Archivo:Tigo Sports logo.svg  |           |           |           |
| Universitario      | 0 - 0     | Atlético Chiriquí      | Universidad Latina         | 23 de julio | 18:15     | Archivo:Tigo Sports logo.svg  |           |           |           |
| Total de goles: 10 |           |                        |                            |             |           |                               |           |           |           |

| Jornada 2          | Jornada 2 | Jornada 2              | Jornada 2                  | Jornada 2   | Jornada 2 | Jornada 2                    | Jornada 2 | Jornada 2 | Jornada 2 |
| ------------------ | --------- | ---------------------- | -------------------------- | ----------- | --------- | ---------------------------- | --------- | --------- | --------- |
| Conferencia Este   |           |                        |                            |             |           |                              |           |           |           |
| Local              | Resultado | Visitante              | Estadio                    | Fecha       | Hora      | TV                           |           |           |           |
| Plaza Amador       | 3 - 0     | Alianza                | Los Andes                  | 29 de julio | 16:00     |                              |           |           |           |
| Tauro              | 2 - 1     | Potros del Este        | Rommel Fernández Gutiérrez | 29 de julio | 20:30     | Archivo:Tigo Sports logo.svg |           |           |           |
| Sporting SM        | 2 - 1     | Árabe Unido            | Los Andes                  | 30 de julio | 16:00     |                              |           |           |           |
| Conferencia Oeste  |           |                        |                            |             |           |                              |           |           |           |
| Local              | Resultado | Visitante              | Estadio                    | Fecha       | Hora      | TV                           |           |           |           |
| San Francisco      | 0 - 2     | Atlético Independiente | Agustín 'Muquita' Sánchez  | 28 de julio | 20:00     | Archivo:Tigo Sports logo.svg |           |           |           |
| Universitario      | 0 - 1     | Herrera                | Universidad Latina         | 29 de julio | 18:15     | Archivo:Tigo Sports logo.svg |           |           |           |
| Atlético Chiriquí  | 1 - 4     | Umecit                 | San Cristóbal              | 30 de julio | 18:15     | Archivo:Tigo Sports logo.svg |           |           |           |
| Total de goles: 17 |           |                        |                            |             |           |                              |           |           |           |

| Jornada 3              | Jornada 3 | Jornada 3         | Jornada 3                  | Jornada 3   | Jornada 3 | Jornada 3                     | Jornada 3 | Jornada 3 | Jornada 3 |
| ---------------------- | --------- | ----------------- | -------------------------- | ----------- | --------- | ----------------------------- | --------- | --------- | --------- |
| Conferencia Este       |           |                   |                            |             |           |                               |           |           |           |
| Local                  | Resultado | Visitante         | Estadio                    | Fecha       | Hora      | TV                            |           |           |           |
| Alianza                | 0 - 0     | Sporting SM       | Javier Cruz García         | 5 de agosto | 16:00     | Archivo:Tigo Sports logo.svg  |           |           |           |
| Tauro                  | 2 - 0     | Plaza Amador      | Rommel Fernández Gutiérrez | 5 de agosto | 18:15     | Archivo:Tigo Sports logo.svg  |           |           |           |
| Potros del Este        | 1 - 1     | Árabe Unido       | Javier Cruz García         | 6 de agosto | 16:00     |                               |           |           |           |
| Conferencia Oeste      |           |                   |                            |             |           |                               |           |           |           |
| Local                  | Resultado | Visitante         | Estadio                    | Fecha       | Hora      | TV                            |           |           |           |
| Umecit                 | 0 - 2     | Universitario     | Rafael Rodríguez           | 4 de agosto | 20:00     | Archivo:Tigo Sports logo.svg  |           |           |           |
| Herrera                | 0 - 0     | San Francisco     | Los Milagros               | 5 de agosto | 20:30     | Archivo:Tigo Sports logo.svg+ |           |           |           |
| Atlético Independiente | 4 - 0     | Atlético Chiriquí | Agustín 'Muquita' Sánchez  | 6 de agosto | 18:10     |                               |           |           |           |
| Total de goles: 10     |           |                   |                            |             |           |                               |           |           |           |

| Jornada 4          | Jornada 4 | Jornada 4              | Jornada 4                  | Jornada 4    | Jornada 4 | Jornada 4                    | Jornada 4 | Jornada 4 | Jornada 4 |
| ------------------ | --------- | ---------------------- | -------------------------- | ------------ | --------- | ---------------------------- | --------- | --------- | --------- |
| Conferencia Este   |           |                        |                            |              |           |                              |           |           |           |
| Local              | Resultado | Visitante              | Estadio                    | Fecha        | Hora      | TV                           |           |           |           |
| Alíanza            | 2 - 1     | Potros del Este        | Rommel Fernández Gutiérrez | 11 de agosto | 20:00     | Archivo:Tigo Sports logo.svg |           |           |           |
| Árabe Unido        | 0 - 4     | Tauro                  | Javier Cruz García         | 12 de agosto | 16:00     | Archivo:Tigo Sports logo.svg |           |           |           |
| Plaza Amador       | 4 - 2     | Sporting SM            | Javier Cruz García         | 13 de agosto | 16:00     |                              |           |           |           |
| Conferencia Oeste  |           |                        |                            |              |           |                              |           |           |           |
| Local              | Resultado | Visitante              | Estadio                    | Fecha        | Hora      | TV                           |           |           |           |
| Umecit             | 1 - 2     | Herrera                | Rafael Rodríguez           | 12 de agosto | 18:15     |                              |           |           |           |
| Universitario      | 0 - 0     | Atlético Independiente | Universidad Latina         | 12 de agosto | 20:30     | Archivo:Tigo Sports logo.svg |           |           |           |
| San Francisco      | 0 - 0     | Atlético Chiriquí      | Agustín 'Muquita' Sánchez  | 13 de agosto | 18:15     | Archivo:Tigo Sports logo.svg |           |           |           |
| Total de goles: 16 |           |                        |                            |              |           |                              |           |           |           |

| Jornada 5         | Jornada 5 | Jornada 5       | Jornada 5                 | Jornada 5    | Jornada 5 | Jornada 5                    | Jornada 5 | Jornada 5 | Jornada 5 |
| ----------------- | --------- | --------------- | ------------------------- | ------------ | --------- | ---------------------------- | --------- | --------- | --------- |
| Conferencia Este  |           |                 |                           |              |           |                              |           |           |           |
| Local             | Resultado | Visitante       | Estadio                   | Fecha        | Hora      | TV                           |           |           |           |
| Plaza Amador      | 0 - 0     | Árabe Unido     | Los Andes                 | 18 de agosto | 20:00     |                              |           |           |           |
| Tauro             | 2 - 0     | Alianza         | Javier Cruz García        | 20 de agosto | 16:00     |                              |           |           |           |
| Sporting SM       | 0 - 1     | Potros del Este | Los Andes                 | 20 de agosto | 18:15     | Archivo:Tigo Sports logo.svg |           |           |           |
| Conferencia Oeste |           |                 |                           |              |           |                              |           |           |           |
| Local             | Resultado | Visitante       | Estadio                   | Fecha        | Hora      | TV                           |           |           |           |
| Universitario     | 1 - 0     | San Francisco   | Universidad Latina        | 19 de agosto | 16:00     | Archivo:Tigo Sports logo.svg |           |           |           |
| Atlético Chiriquí | 2 - 2     | Herrera         | San Cristóbal             | 19 de agosto | 18:15     | Archivo:Tigo Sports logo.svg |           |           |           |
| Independiente     | 1 - 0     | Umecit          | Agustín 'Muquita' Sánchez | 19 de agosto | 20:30     | Archivo:Tigo Sports logo.svg |           |           |           |
| Total de goles: 9 |           |                 |                           |              |           |                              |           |           |           |

| Jornada 6              | Jornada 6 | Jornada 6       | Jornada 6                 | Jornada 6    | Jornada 6 | Jornada 6                    | Jornada 6 | Jornada 6 | Jornada 6 |
| ---------------------- | --------- | --------------- | ------------------------- | ------------ | --------- | ---------------------------- | --------- | --------- | --------- |
| Interconferencias      |           |                 |                           |              |           |                              |           |           |           |
| Local                  | Resultado | Visitante       | Estadio                   | Fecha        | Hora      | TV                           |           |           |           |
| Atlético Independiente | 3 - 1     | Potros del Este | Agustín 'Muquita' Sánchez | 25 de agosto | 20:00     | Archivo:Tigo Sports logo.svg |           |           |           |
| Tauro                  | 1 - 1     | Universitario   | Javier Cruz               | 26 de agosto | 16:00     | Archivo:Tigo Sports logo.svg |           |           |           |
| Herrera                | 2 - 0     | Árabe Unido     | Los Milagros              | 26 de agosto | 18:15     | Archivo:Tigo Sports logo.svg |           |           |           |
| Atlético Chiriquí      | 1 - 2     | Alianza         | San Cristóbal             | 26 de agosto | 20:30     | Archivo:Tigo Sports logo.svg |           |           |           |
| Umecit                 | 0 - 0     | Plaza Amador    | Rafael Rodríguez          | 27 de agosto | 17:15     |                              |           |           |           |
| Sporting SM            | 2 - 0     | San Francisco   | Los Andes                 | 27 de agosto | 19:30     |                              |           |           |           |
| Total de goles: 13     |           |                 |                           |              |           |                              |           |           |           |

| Jornada 7          | Jornada 7 | Jornada 7              | Jornada 7                  | Jornada 7       | Jornada 7 | Jornada 7                    | Jornada 7 | Jornada 7 | Jornada 7 |
| ------------------ | --------- | ---------------------- | -------------------------- | --------------- | --------- | ---------------------------- | --------- | --------- | --------- |
| Interconferencias  |           |                        |                            |                 |           |                              |           |           |           |
| Local              | Resultado | Visitante              | Estadio                    | Fecha           | Hora      | TV                           |           |           |           |
| Tauro              | 3 - 3     | Atlético Independiente | Rommel Fernández Gutiérrez | 1 de septiembre | 20:00     | Archivo:Tigo Sports logo.svg |           |           |           |
| Potros del Este    | 2 - 1     | Herrera                | Javier Cruz                | 2 de septiembre | 16:00     | Archivo:Tigo Sports logo.svg |           |           |           |
| San Francisco      | 2 - 2     | Alianza                | Agustín 'Muquita' Sánchez  | 2 de septiembre | 18:15     |                              |           |           |           |
| Universitario      | 0 - 0     | Árabe Unido            | Universidad Latina         | 2 de septiembre | 20:30     |                              |           |           |           |
| Plaza Amador       | 5 - 0     | Atlético Chiriquí      | Javier Cruz                | 3 de septiembre | 16:00     | Archivo:Tigo Sports logo.svg |           |           |           |
| Umecit             | 0 - 1     | Sporting SM            | Rafael Rodríguez           | 3 de septiembre | 18:15     | Archivo:Tigo Sports logo.svg |           |           |           |
| Total de goles: 19 |           |                        |                            |                 |           |                              |           |           |           |

| Jornada 8              | Jornada 8 | Jornada 8       | Jornada 8                 | Jornada 8        | Jornada 8 | Jornada 8                    | Jornada 8 | Jornada 8 | Jornada 8 |
| ---------------------- | --------- | --------------- | ------------------------- | ---------------- | --------- | ---------------------------- | --------- | --------- | --------- |
| Interconferencias      |           |                 |                           |                  |           |                              |           |           |           |
| Local                  | Resultado | Visitante       | Estadio                   | Fecha            | Hora      | TV                           |           |           |           |
| Árabe Unido            | 1 - 0     | Umecit          | Agustín 'Muquita' Sánchez | 8 de septiembre  | 20:00     | Archivo:Tigo Sports logo.svg |           |           |           |
| Alianza                | 3 - 1     | Herrera         | Javier Cruz               | 9 de septiembre  | 16:00     |                              |           |           |           |
| Atlético Chiriquí      | 0 - 5     | Tauro           | San Cristóbal             | 9 de septiembre  | 18:15     |                              |           |           |           |
| Atlético Independiente | 2 - 1     | Sporting SM     | Agustín 'Muquita' Sánchez | 9 de septiembre  | 20:30     | Archivo:Tigo Sports logo.svg |           |           |           |
| Plaza Amador           | 0 - 1     | San Francisco   | Los Andes                 | 10 de septiembre | 15:00     | Archivo:Tigo Sports logo.svg |           |           |           |
| Universitario          | 1 - 2     | Potros del Este | Universidad Latina        | 10 de septiembre | 17:15     | Archivo:Tigo Sports logo.svg |           |           |           |
| Total de goles: 17     |           |                 |                           |                  |           |                              |           |           |           |

| Jornada 9              | Jornada 9 | Jornada 9         | Jornada 9                 | Jornada 9        | Jornada 9 | Jornada 9                    | Jornada 9 | Jornada 9 | Jornada 9 |
| ---------------------- | --------- | ----------------- | ------------------------- | ---------------- | --------- | ---------------------------- | --------- | --------- | --------- |
| Interconferencias      |           |                   |                           |                  |           |                              |           |           |           |
| Local                  | Resultado | Visitante         | Estadio                   | Fecha            | Hora      | TV                           |           |           |           |
| San Francisco          | 0 - 0     | Tauro             | Agustín 'Muquita' Sánchez | 15 de septiembre | 20:00     |                              |           |           |           |
| Árabe Unido            | 2 - 1     | Atlético Chiriquí | Javier Cruz               | 16 de septiembre | 16:00     | Archivo:Tigo Sports logo.svg |           |           |           |
| Atlético Independiente | 1 - 1     | Alianza           | Agustín 'Muquita' Sánchez | 16 de septiembre | 18:15     | Archivo:Tigo Sports logo.svg |           |           |           |
| Herrera                | 2 - 1     | Plaza Amador      | Los Milagros              | 16 de septiembre | 20:30     | Archivo:Tigo Sports logo.svg |           |           |           |
| Potros del Este        | 2 - 2     | Umecit            | Javier Cruz               | 17 de septiembre | 15:00     | Archivo:Tigo Sports logo.svg |           |           |           |
| Sporting SM            | 4 - 0     | Universitario     | Los Andes                 | 17 de septiembre | 18:15     |                              |           |           |           |
| Total de goles: 16     |           |                   |                           |                  |           |                              |           |           |           |

| Jornada 10         | Jornada 10 | Jornada 10             | Jornada 10                | Jornada 10       | Jornada 10 | Jornada 10                   | Jornada 10 | Jornada 10 | Jornada 10 |
| ------------------ | ---------- | ---------------------- | ------------------------- | ---------------- | ---------- | ---------------------------- | ---------- | ---------- | ---------- |
| Interconferencias  |            |                        |                           |                  |            |                              |            |            |            |
| Local              | Resultado  | Visitante              | Estadio                   | Fecha            | Hora       | TV                           |            |            |            |
| Plaza Amador       | 2 - 1      | Atlético Independiente | Los Andes                 | 22 de septiembre | 20:00      | Archivo:Tigo Sports logo.svg |            |            |            |
| Alianza            | 1 - 1      | Universitario          | Javier Cruz               | 23 de septiembre | 16:00      |                              |            |            |            |
| San Francisco      | 0 - 2      | Árabe Unido            | Agustín 'Muquita' Sánchez | 23 de septiembre | 18:15      | Archivo:Tigo Sports logo.svg |            |            |            |
| Umecit             | 0 - 2      | Tauro                  | Rafael Rodríguez          | 23 de septiembre | 20:30      |                              |            |            |            |
| Atlético Chiriquí  | 1 - 2      | Potros del Este        | San Cristóbal             | 24 de septiembre | 16:00      | Archivo:Tigo Sports logo.svg |            |            |            |
| Herrera            | 0 - 0      | Sporting SM            | Los Milagros              | 24 de septiembre | 18:15      | Archivo:Tigo Sports logo.svg |            |            |            |
| Total de goles: 12 |            |                        |                           |                  |            |                              |            |            |            |

| Jornada 11         | Jornada 11 | Jornada 11             | Jornada 11         | Jornada 11       | Jornada 11 | Jornada 11                   | Jornada 11 | Jornada 11 | Jornada 11 |
| ------------------ | ---------- | ---------------------- | ------------------ | ---------------- | ---------- | ---------------------------- | ---------- | ---------- | ---------- |
| Interconferencias  |            |                        |                    |                  |            |                              |            |            |            |
| Local              | Resultado  | Visitante              | Estadio            | Fecha            | Hora       | TV                           |            |            |            |
| Árabe Unido        | 0 - 1      | Atlético Independiente | Los Andes          | 29 de septiembre | 20:00      | Archivo:Tigo Sports logo.svg |            |            |            |
| Tauro              | 0 - 1      | Herrera                | Javier Cruz        | 30 de septiembre | 16:00      | Archivo:Tigo Sports logo.svg |            |            |            |
| Alianza            | 0 - 1      | Umecit                 | Rommel Fernández   | 30 de septiembre | 18:15      |                              |            |            |            |
| Sporting SM        | 4 - 0      | Atlético Chiriquí      | Los Andes          | 30 de septiembre | 20:30      | Archivo:Tigo Sports logo.svg |            |            |            |
| Potros del Este    | 0 - 2      | San Francisco          | Javier Cruz        | 1 de octubre     | 16:00      | Archivo:Tigo Sports logo.svg |            |            |            |
| Universitario      | 2 - 1      | Plaza Amador           | Universidad Latina | 1 de octubre     | 18:15      |                              |            |            |            |
| Total de goles: 12 |            |                        |                    |                  |            |                              |            |            |            |

| Jornada 12             | Jornada 12 | Jornada 12      | Jornada 12                | Jornada 12   | Jornada 12 | Jornada 12                   | Jornada 12 | Jornada 12 | Jornada 12 |
| ---------------------- | ---------- | --------------- | ------------------------- | ------------ | ---------- | ---------------------------- | ---------- | ---------- | ---------- |
| Conferencia Este       |            |                 |                           |              |            |                              |            |            |            |
| Local                  | Resultado  | Visitante       | Estadio                   | Fecha        | Hora       | TV                           |            |            |            |
| Tauro                  | 2 - 1      | Sporting SM     | Javier Cruz García        | 7 de octubre | 16:00      | Archivo:Tigo Sports logo.svg |            |            |            |
| Alianza                | 0 - 2      | Árabe Unido     | Javier Cruz García        | 8 de octubre | 16:00      |                              |            |            |            |
| Plaza Amador           | 1 - 1      | Potros del Este | Los Andes                 | 8 de octubre | 18:15      | Archivo:Tigo Sports logo.svg |            |            |            |
| Conferencia Oeste      |            |                 |                           |              |            |                              |            |            |            |
| Local                  | Resultado  | Visitante       | Estadio                   | Fecha        | Hora       | TV                           |            |            |            |
| San Francisco          | 2 - 1      | Umecit          | Agustín 'Muquita' Sánchez | 6 de octubre | 20:00      |                              |            |            |            |
| Atlético Chiriquí      | 1 - 2      | Universitario   | San Cristóbal             | 7 de octubre | 18:15      | Archivo:Tigo Sports logo.svg |            |            |            |
| Atlético Independiente | 4 - 2      | Herrera         | Agustín 'Muquita' Sánchez | 7 de octubre | 20:30      | Archivo:Tigo Sports logo.svg |            |            |            |
| Total de goles: 19     |            |                 |                           |              |            |                              |            |            |            |

| Jornada 13             | Jornada 13 | Jornada 13        | Jornada 13                | Jornada 13    | Jornada 13 | Jornada 13                   | Jornada 13 | Jornada 13 | Jornada 13 |
| ---------------------- | ---------- | ----------------- | ------------------------- | ------------- | ---------- | ---------------------------- | ---------- | ---------- | ---------- |
| Conferencia Este       |            |                   |                           |               |            |                              |            |            |            |
| Local                  | Resultado  | Visitante         | Estadio                   | Fecha         | Hora       | TV                           |            |            |            |
| Árabe Unido            | 0 - 0      | Sporting SM       | Agustín "Muquita" Sánchez | 13 de octubre | 20:00      | Archivo:Tigo Sports logo.svg |            |            |            |
| Alianza                | 2 - 0      | Plaza Amador      | Javier Cruz García        | 14 de octubre | 16:00      | Archivo:Tigo Sports logo.svg |            |            |            |
| Potros del Este        | 2 - 3      | Tauro             | Javier Cruz García        | 15 de octubre | 16:00      |                              |            |            |            |
| Conferencia Oeste      |            |                   |                           |               |            |                              |            |            |            |
| Local                  | Resultado  | Visitante         | Estadio                   | Fecha         | Hora       | TV                           |            |            |            |
| Umecit                 | 4 - 0      | Atlético Chiriquí | Rafael Rodríguez          | 14 de octubre | 18:15      | Archivo:Tigo Sports logo.svg |            |            |            |
| Atlético Independiente | 2 - 0      | San Francisco     | Agustín 'Muquita' Sánchez | 14 de octubre | 20:30      |                              |            |            |            |
| Herrera                | 1 - 1      | Universitario     | Los Milagros              | 15 de octubre | 18:15      | Archivo:Tigo Sports logo.svg |            |            |            |
| Total de goles: 15     |            |                   |                           |               |            |                              |            |            |            |

| Jornada 14         | Jornada 14 | Jornada 14             | Jornada 14                | Jornada 14    | Jornada 14 | Jornada 14                   | Jornada 14 | Jornada 14 | Jornada 14 |
| ------------------ | ---------- | ---------------------- | ------------------------- | ------------- | ---------- | ---------------------------- | ---------- | ---------- | ---------- |
| Conferencia Este   |            |                        |                           |               |            |                              |            |            |            |
| Local              | Resultado  | Visitante              | Estadio                   | Fecha         | Hora       | TV                           |            |            |            |
| Árabe Unido        | 1 - 1      | Potros del Este        | Agustín "Muquita" Sánchez | 18 de octubre | 18:15      |                              |            |            |            |
| Plaza Amador       | 0 - 0      | Tauro                  | Los Andes                 | 18 de octubre | 20:30      | Archivo:Tigo Sports logo.svg |            |            |            |
| Sporting SM        | 0 - 0      | Alianza                | Los Andes                 | 19 de octubre | 20:00      | Archivo:Tigo Sports logo.svg |            |            |            |
| Conferencia Oeste  |            |                        |                           |               |            |                              |            |            |            |
| Local              | Resultado  | Visitante              | Estadio                   | Fecha         | Hora       | TV                           |            |            |            |
| Atlético Chiriquí  | 2 - 6      | Atlético Independiente | San Cristóbal             | 17 de octubre | 16:00      |                              |            |            |            |
| Universitario      | 3 - 1      | Umecit                 | Universidad Latina        | 18 de octubre | 18:15      |                              |            |            |            |
| San Francisco      | 3 - 1      | Herrera                | Agustín "Muquita" Sánchez | 19 de octubre | 18:00      | Archivo:Tigo Sports logo.svg |            |            |            |
| Total de goles: 18 |            |                        |                           |               |            |                              |            |            |            |

| Jornada 15             | Jornada 15 | Jornada 15    | Jornada 15                | Jornada 15    | Jornada 15 | Jornada 15                    | Jornada 15 | Jornada 15 | Jornada 15 |
| ---------------------- | ---------- | ------------- | ------------------------- | ------------- | ---------- | ----------------------------- | ---------- | ---------- | ---------- |
| Conferencia Este       |            |               |                           |               |            |                               |            |            |            |
| Local                  | Resultado  | Visitante     | Estadio                   | Fecha         | Hora       | TV                            |            |            |            |
| Tauro                  | 1 - 3      | Árabe Unido   | Javier Cruz García        | 21 de octubre | 16:00      |                               |            |            |            |
| Sporting SM            | 1 - 0      | Plaza Amador  | Los Andes                 | 22 de octubre | 16:00      | Archivo:Tigo Sports logo.svg  |            |            |            |
| Potros del Este        | 2 - 3      | Alianza       | Javier Cruz García        | 22 de octubre | 16:00      | Archivo:Tigo Sports logo.svg+ |            |            |            |
| Conferencia Oeste      |            |               |                           |               |            |                               |            |            |            |
| Local                  | Resultado  | Visitante     | Estadio                   | Fecha         | Hora       | TV                            |            |            |            |
| Atlético Independiente | 4 - 0      | Universitario | Agustín "Muquita" Sánchez | 21 de octubre | 20:15      |                               |            |            |            |
| Herrera                | 3 - 1      | Umecit        | Los Milagros              | 21 de octubre | 20:15      | Archivo:Tigo Sports logo.svg  |            |            |            |
| Atlético Chiriquí      | 0 - 6      | San Francisco | San Cristóbal             | 22 de octubre | 18:00      | Archivo:Tigo Sports logo.svg  |            |            |            |
| Total de goles: 24     |            |               |                           |               |            |                               |            |            |            |

| Jornada 16         | Jornada 16 | Jornada 16             | Jornada 16                | Jornada 16     | Jornada 16 | Jornada 16                    | Jornada 16 | Jornada 16 | Jornada 16 |
| ------------------ | ---------- | ---------------------- | ------------------------- | -------------- | ---------- | ----------------------------- | ---------- | ---------- | ---------- |
| Conferencia Este   |            |                        |                           |                |            |                               |            |            |            |
| Local              | Resultado  | Visitante              | Estadio                   | Fecha          | Hora       | TV                            |            |            |            |
| Árabe Unido        | 3 - 2      | Plaza Amador           | Agustín "Muquita" Sánchez | 28 de octubre  | 16:00      |                               |            |            |            |
| Potros del Este    | 1 - 3      | Sporting SM            | Javier Cruz García        | 28 de octubre  | 16:00      | Archivo:Tigo Sports logo.svg+ |            |            |            |
| Alianza            | 0 - 0      | Tauro                  | Los Andes                 | 28 de octubre  | 16:00      | Archivo:Tigo Sports logo.svg  |            |            |            |
| Conferencia Oeste  |            |                        |                           |                |            |                               |            |            |            |
| Local              | Resultado  | Visitante              | Estadio                   | Fecha          | Hora       | TV                            |            |            |            |
| Herrera            | 9 - 0      | Atlético Chiriquí      | Los Milagros              | 29 de octubre  | 16:00      |                               |            |            |            |
| San Francisco      | 2 - 1      | Universitario          | Agustín "Muquita" Sánchez | 1 de noviembre | 17:00      | Archivo:Tigo Sports logo.svg  |            |            |            |
| Umecit             | 3 - 4      | Atlético Independiente | Agustín "Muquita" Sánchez | 7 de noviembre | 20:00      |                               |            |            |            |
| Total de goles: 28 |            |                        |                           |                |            |                               |            |            |            |

## Fase Final
|  | Play-Offs 21 y 22 de noviembre | Play-Offs 21 y 22 de noviembre | Play-Offs 21 y 22 de noviembre |                        |   | Semifinales 25 y 26 de noviembre (Ida) 2 y 3 de diciembre (Vuelta) | Semifinales 25 y 26 de noviembre (Ida) 2 y 3 de diciembre (Vuelta) | Semifinales 25 y 26 de noviembre (Ida) 2 y 3 de diciembre (Vuelta) | Semifinales 25 y 26 de noviembre (Ida) 2 y 3 de diciembre (Vuelta) | Semifinales 25 y 26 de noviembre (Ida) 2 y 3 de diciembre (Vuelta) |  |       | Final Clausura 9 de diciembre | Final Clausura 9 de diciembre | Final Clausura 9 de diciembre |  |
|  |                                |                                |                                |                        |   |                                                                    |                                                                    |                                                                    |                                                                    |                                                                    |  |       |                               |                               |                               |  |
|  |                                |                                |                                |                        |   |                                                                    |                                                                    |                                                                    |                                                                    |                                                                    |  |       |                               |                               |                               |  |
|  |                                |                                |                                |                        |   |                                                                    |                                                                    |                                                                    |                                                                    |                                                                    |  |       |                               |                               |                               |  |
|  |                                |                                |                                |                        |   |                                                                    |                                                                    |                                                                    |                                                                    |                                                                    |  |       |                               |                               |                               |  |
|  |                                |                                |                                |                        |   |                                                                    |                                                                    |                                                                    |                                                                    |                                                                    |  |       |                               |                               |                               |  |
|  |                                | 1.ºCO                          | CA Independiente               | 2                      | 2 | 4                                                                  |                                                                    |                                                                    |                                                                    |                                                                    |  |       |                               |                               |                               |  |
|  |                                |                                |                                | 2                      | 2 | 4                                                                  |                                                                    |                                                                    |                                                                    |                                                                    |  |       |                               |                               |                               |  |
|  |                                |                                | 2.ºCE                          | Sporting San Miguelito | 2 | 1                                                                  | 3                                                                  |                                                                    |                                                                    |                                                                    |  |       |                               |                               |                               |  |
|  | 2.ºCE                          | Sporting San Miguelito         | 2.ºCE                          | Sporting San Miguelito | 2 | 1                                                                  | 3                                                                  | 2                                                                  |                                                                    |                                                                    |  |       |                               |                               |                               |  |
|  | 2.ºCE                          | Sporting San Miguelito         |                                |                        |   |                                                                    |                                                                    |                                                                    |                                                                    |                                                                    |  |       |                               |                               |                               |  |
|  | 3.ºCO                          | Herrera FC                     | 0                              |                        |   |                                                                    |                                                                    |                                                                    |                                                                    |                                                                    |  |       |                               |                               |                               |  |
|  | 3.ºCO                          | Herrera FC                     | 0                              |                        |   |                                                                    |                                                                    |                                                                    |                                                                    |                                                                    |  | 1.ºCO | CA Independiente              | 3                             |                               |  |
|  |                                |                                |                                |                        |   |                                                                    |                                                                    |                                                                    |                                                                    |                                                                    |  | 1.ºCO | CA Independiente              | 3                             |                               |  |
|  |                                |                                | 1.ºCE                          | Tauro FC               | 0 |                                                                    |                                                                    |                                                                    |                                                                    |                                                                    |  |       |                               |                               |                               |  |
|  |                                |                                | 1.ºCE                          | Tauro FC               | 0 |                                                                    |                                                                    |                                                                    |                                                                    |                                                                    |  |       |                               |                               |                               |  |
|  |                                |                                |                                |                        |   |                                                                    |                                                                    |                                                                    |                                                                    |                                                                    |  |       |                               |                               |                               |  |
|  |                                |                                |                                |                        |   |                                                                    |                                                                    |                                                                    |                                                                    |                                                                    |  |       |                               |                               |                               |  |
|  |                                | 1.ºCE                          | Tauro FC                       | 1                      | 2 | 3                                                                  |                                                                    |                                                                    |                                                                    |                                                                    |  |       |                               |                               |                               |  |
|  |                                |                                |                                | 1                      | 2 | 3                                                                  |                                                                    |                                                                    |                                                                    |                                                                    |  |       |                               |                               |                               |  |
|  |                                |                                | 3.ºCE                          | Alianza FC             | 0 | 1                                                                  | 1                                                                  |                                                                    |                                                                    |                                                                    |  |       |                               |                               |                               |  |
|  | 2.ºCO                          | San Francisco FC               | 3.ºCE                          | Alianza FC             | 0 | 1                                                                  | 1                                                                  | 1 (4)                                                              |                                                                    |                                                                    |  |       |                               |                               |                               |  |
|  | 2.ºCO                          | San Francisco FC               |                                |                        |   |                                                                    |                                                                    |                                                                    |                                                                    |                                                                    |  |       |                               |                               |                               |  |
|  | 3.ºCE                          | Alianza FC                     | 1 (5)                          |                        |   |                                                                    |                                                                    |                                                                    |                                                                    |                                                                    |  |       |                               |                               |                               |  |
|  | 3.ºCE                          | Alianza FC                     | 1 (5)                          |                        |   |                                                                    |                                                                    |                                                                    |                                                                    |                                                                    |  |       |                               |                               |                               |  |
|  |                                |                                |                                |                        |   |                                                                    |                                                                    |                                                                    |                                                                    |                                                                    |  |       |                               |                               |                               |  |

### Repechajes

#### Sporting San Miguelito - Herrera F. C.
| Play-Off; 21 de noviembre de 2023; 20:30 Archivo:Tigo Sports logo.svg | Sporting SM                    | 2:0 (1:0) | Herrera FC | Estadio Los Andes, San Miguelito, Panamá |                            |
|                                                                       | G. Torres 28' · Y. Hurtado 90' | Reporte   |            | Árbitro(s): Oliver Vergara               | Árbitro(s): Oliver Vergara |

#### San Francisco F. C. - Alianza F. C.
| Play-Off; 22 de noviembre de 2023; 20:30 Archivo:Tigo Sports logo.svg | San Francisco FC                                                 | 1:1 (0:1) (t. s.)(4:5 p.)  | Alianza FC                                                  | Estadio Agustín Muquita Sánchez, La Chorrera, Panamá Oeste |                            |
|                                                                       | I. Soto 54'                                                      | Reporte                    | 26' R. Perdomo                                              | Árbitro(s): Fernando Morón                                 | Árbitro(s): Fernando Morón |
|                                                                       |                                                                  | Tiros desde el punto penal |                                                             |                                                            |                            |
|                                                                       | J. Rodríguez · M. Gómez · A. Rodríguez · A. Cundumi · J. Ramírez |                            | L. Beltran · A. Díaz · C. Villegas · R. Perdomo · C. Medina |                                                            |                            |

### Semifinales

#### C. A. Independiente - Sporting San Miguelito
| Ida; 25 de noviembre de 2023; 18:00 , Archivo:Tigo Sports logo.svg | Sporting SM       | 2:2 (0:0) | CA Independiente              | Estadio Los Andes, San Miguelito, Panamá |                           |
|                                                                    | G. Torres 66' 92' | Reporte   | 50' V. Ávila · 70' J. Serrano | Árbitro(s): José Carrasco                | Árbitro(s): José Carrasco |

| Vuelta; 2 de diciembre de 2023; 18:00 , Archivo:Tigo Sports logo.svg | CA Independiente            | 2:1 (0:0) (Global 4:3) | Sporting SM   | Estadio Agustín Muquita Sánchez, La Chorrera, Panamá Oeste |                          |
|                                                                      | C. Small 48' · V. Ávila 79' | Reporte                | 82' G. Torres | Árbitro(s): Jorge Negrón                                   | Árbitro(s): Jorge Negrón |

#### Tauro F. C. - Alianza F. C.
| Ida; 26 de noviembre de 2023; 16:00 Archivo:Tigo Sports logo.svg | Alianza FC | 0:1 (0:0) | Tauro FC         | Estadio Javier Cruz García, Panamá, Panamá |                         |
|                                                                  |            | Reporte   | 73' R. Blackburn | Árbitro(s): Jorge Leira                    | Árbitro(s): Jorge Leira |

| Vuelta; 3 de diciembre de 2023; 16:00 Archivo:Tigo Sports logo.svg | Tauro FC                    | 2:1 (0:1) (Global 3:1) | Alianza FC       | Estadio Javier Cruz García, Panamá, Panamá |                            |
|                                                                    | O. Browne 61' · Y. Jaen 72' | Reporte                | 32' M. Rodríguez | Árbitro(s): Oliver Vergara                 | Árbitro(s): Oliver Vergara |

### Final

#### C. A. Independiente - Tauro F. C.
| Final; 9 de diciembre de 2023; 18:00 Archivo:Tigo Sports logo.svg | CA Independiente                 | 3:0 (2:0) | Tauro FC | Estadio Universidad Latina, Penonomé, Coclé               |                                                           |
|                                                                   | C. Small 6' 21' · A. Stewart 89' | Reporte   |          | Asistencia: 2,630 espectadores Árbitro(s): Fernando Morón | Asistencia: 2,630 espectadores Árbitro(s): Fernando Morón |

| 12    | Guardameta     | Eddie Roberts     |     |
| 22    | Defensa        | Sergio Ramírez    |     |
| 3     | Defensa        | Omar Davis        |     |
| 21    | Defensa        | Jefferson Murillo |     |
| 19    | Centrocampista | Marlon Ávila      |     |
| 7     | Centrocampista | Jorge Serrano     |     |
| 10    | Centrocampista | Rafael Águila     |     |
| 23    | Centrocampista | Héctor Hurtado    |     |
| 77    | Delantero      | Víctor Ávila      | 92' |
| 25    | Delantero      | Davis Contreras   | 75' |
| 30    | Delantero      | Carlos Small      | 69' |
| D. T. | D. T.          | Franklin Narváez  |     |

| 12    | Guardameta     | Álex Rodríguez    |     |
| 3     | Defensa        | Omar Córdoba      | 68' |
| 5     | Defensa        | Luis Asprilla     |     |
| 14    | Defensa        | Gerardo Negrete   |     |
| 25    | Defensa        | Jan Vargas        |     |
| 17    | Centrocampista | Carlos Hernández  | 37' |
| 23    | Centrocampista | Moisés Véliz      | 47' |
| 77    | Centrocampista | Yair Jaén         | 86' |
| 6     | Centrocampista | Irving Gudiño     | 68' |
| 20    | Delantero      | Breidy Goluz      |     |
| 7     | Delantero      | Rolando Blackburn |     |
| D. T. | D. T.          | Felipe Baloy      |     |

| 16 | Delantero      | Anthony Stewart   | 69' |
| 8  | Centrocampista | Sergio Cunningham | 75' |
| 54 | Centrocampista | Julio Narváez     | 92' |

| 10 | Delantero      | Cristian Quintero | 37' |
| 16 | Centrocampista | Rudy Yearwood     | 47' |
| 11 | Delantero      | Axel Mckenzie     | 68' |
| 2  | Defensa        | Gustavo Benjumea  | 68' |
| 22 | Delantero      | Hiberto Peralta   | 86' |

| 6' 21' · 89' | Carlos Small Anthony Stewart | 3 |

| 12' · 60' · 76' · 89' | Marlon Ávila Víctor Ávila Jefferson Murillo Anthony Stewart |

| 60' · 68' · 76' · 92' | Gerardo Negrete Rudy Yearwood Gustavo Benjumea Axel Mckenzie |

| 90' · 90' · 90' | Felipe Baloy Wess Torres Alejandro Cortes |

| Principal  | Fernando Morón   |
| Asistentes | Andrés Vargas    |
|            | Jorginho Vásquez |
| Cuarto     | Oliver Vergara   |
| Quinto     | Ulis Abrego      |

|  |                    |     |     |
|  | Tiros a puerta     | 8   | 3   |
|  | Faltas             | 17  | 14  |
|  | Posesión del balón | 48% | 52% |

| 12    | Guardameta     | Eddie Roberts     |     |
| 22    | Defensa        | Sergio Ramírez    |     |
| 3     | Defensa        | Omar Davis        |     |
| 21    | Defensa        | Jefferson Murillo |     |
| 19    | Centrocampista | Marlon Ávila      |     |
| 7     | Centrocampista | Jorge Serrano     |     |
| 10    | Centrocampista | Rafael Águila     |     |
| 23    | Centrocampista | Héctor Hurtado    |     |
| 77    | Delantero      | Víctor Ávila      | 92' |
| 25    | Delantero      | Davis Contreras   | 75' |
| 30    | Delantero      | Carlos Small      | 69' |
| D. T. | D. T.          | Franklin Narváez  |     |

| 12    | Guardameta     | Álex Rodríguez    |     |
| 3     | Defensa        | Omar Córdoba      | 68' |
| 5     | Defensa        | Luis Asprilla     |     |
| 14    | Defensa        | Gerardo Negrete   |     |
| 25    | Defensa        | Jan Vargas        |     |
| 17    | Centrocampista | Carlos Hernández  | 37' |
| 23    | Centrocampista | Moisés Véliz      | 47' |
| 77    | Centrocampista | Yair Jaén         | 86' |
| 6     | Centrocampista | Irving Gudiño     | 68' |
| 20    | Delantero      | Breidy Goluz      |     |
| 7     | Delantero      | Rolando Blackburn |     |
| D. T. | D. T.          | Felipe Baloy      |     |

| 16 | Delantero      | Anthony Stewart   | 69' |
| 8  | Centrocampista | Sergio Cunningham | 75' |
| 54 | Centrocampista | Julio Narváez     | 92' |

| 10 | Delantero      | Cristian Quintero | 37' |
| 16 | Centrocampista | Rudy Yearwood     | 47' |
| 11 | Delantero      | Axel Mckenzie     | 68' |
| 2  | Defensa        | Gustavo Benjumea  | 68' |
| 22 | Delantero      | Hiberto Peralta   | 86' |

| 6' 21' · 89' | Carlos Small Anthony Stewart | 3 |

| 12' · 60' · 76' · 89' | Marlon Ávila Víctor Ávila Jefferson Murillo Anthony Stewart |

| 60' · 68' · 76' · 92' | Gerardo Negrete Rudy Yearwood Gustavo Benjumea Axel Mckenzie |

| 90' · 90' · 90' | Felipe Baloy Wess Torres Alejandro Cortes |

| Principal  | Fernando Morón   |
| Asistentes | Andrés Vargas    |
|            | Jorginho Vásquez |
| Cuarto     | Oliver Vergara   |
| Quinto     | Ulis Abrego      |

|  |                    |     |     |
|  | Tiros a puerta     | 8   | 3   |
|  | Faltas             | 17  | 14  |
|  | Posesión del balón | 48% | 52% |

| 12    | Guardameta     | Eddie Roberts     |     |
| 22    | Defensa        | Sergio Ramírez    |     |
| 3     | Defensa        | Omar Davis        |     |
| 21    | Defensa        | Jefferson Murillo |     |
| 19    | Centrocampista | Marlon Ávila      |     |
| 7     | Centrocampista | Jorge Serrano     |     |
| 10    | Centrocampista | Rafael Águila     |     |
| 23    | Centrocampista | Héctor Hurtado    |     |
| 77    | Delantero      | Víctor Ávila      | 92' |
| 25    | Delantero      | Davis Contreras   | 75' |
| 30    | Delantero      | Carlos Small      | 69' |
| D. T. | D. T.          | Franklin Narváez  |     |

| 12    | Guardameta     | Álex Rodríguez    |     |
| 3     | Defensa        | Omar Córdoba      | 68' |
| 5     | Defensa        | Luis Asprilla     |     |
| 14    | Defensa        | Gerardo Negrete   |     |
| 25    | Defensa        | Jan Vargas        |     |
| 17    | Centrocampista | Carlos Hernández  | 37' |
| 23    | Centrocampista | Moisés Véliz      | 47' |
| 77    | Centrocampista | Yair Jaén         | 86' |
| 6     | Centrocampista | Irving Gudiño     | 68' |
| 20    | Delantero      | Breidy Goluz      |     |
| 7     | Delantero      | Rolando Blackburn |     |
| D. T. | D. T.          | Felipe Baloy      |     |

| 16 | Delantero      | Anthony Stewart   | 69' |
| 8  | Centrocampista | Sergio Cunningham | 75' |
| 54 | Centrocampista | Julio Narváez     | 92' |

| 10 | Delantero      | Cristian Quintero | 37' |
| 16 | Centrocampista | Rudy Yearwood     | 47' |
| 11 | Delantero      | Axel Mckenzie     | 68' |
| 2  | Defensa        | Gustavo Benjumea  | 68' |
| 22 | Delantero      | Hiberto Peralta   | 86' |

| 6' 21' · 89' | Carlos Small Anthony Stewart | 3 |

| 12' · 60' · 76' · 89' | Marlon Ávila Víctor Ávila Jefferson Murillo Anthony Stewart |

| 60' · 68' · 76' · 92' | Gerardo Negrete Rudy Yearwood Gustavo Benjumea Axel Mckenzie |

| 90' · 90' · 90' | Felipe Baloy Wess Torres Alejandro Cortes |

| Principal  | Fernando Morón   |
| Asistentes | Andrés Vargas    |
|            | Jorginho Vásquez |
| Cuarto     | Oliver Vergara   |
| Quinto     | Ulis Abrego      |

|  |                    |     |     |
|  | Tiros a puerta     | 8   | 3   |
|  | Faltas             | 17  | 14  |
|  | Posesión del balón | 48% | 52% |

| 12    | Guardameta     | Eddie Roberts     |     |
| 22    | Defensa        | Sergio Ramírez    |     |
| 3     | Defensa        | Omar Davis        |     |
| 21    | Defensa        | Jefferson Murillo |     |
| 19    | Centrocampista | Marlon Ávila      |     |
| 7     | Centrocampista | Jorge Serrano     |     |
| 10    | Centrocampista | Rafael Águila     |     |
| 23    | Centrocampista | Héctor Hurtado    |     |
| 77    | Delantero      | Víctor Ávila      | 92' |
| 25    | Delantero      | Davis Contreras   | 75' |
| 30    | Delantero      | Carlos Small      | 69' |
| D. T. | D. T.          | Franklin Narváez  |     |

| 12    | Guardameta     | Álex Rodríguez    |     |
| 3     | Defensa        | Omar Córdoba      | 68' |
| 5     | Defensa        | Luis Asprilla     |     |
| 14    | Defensa        | Gerardo Negrete   |     |
| 25    | Defensa        | Jan Vargas        |     |
| 17    | Centrocampista | Carlos Hernández  | 37' |
| 23    | Centrocampista | Moisés Véliz      | 47' |
| 77    | Centrocampista | Yair Jaén         | 86' |
| 6     | Centrocampista | Irving Gudiño     | 68' |
| 20    | Delantero      | Breidy Goluz      |     |
| 7     | Delantero      | Rolando Blackburn |     |
| D. T. | D. T.          | Felipe Baloy      |     |

| 16 | Delantero      | Anthony Stewart   | 69' |
| 8  | Centrocampista | Sergio Cunningham | 75' |
| 54 | Centrocampista | Julio Narváez     | 92' |

| 10 | Delantero      | Cristian Quintero | 37' |
| 16 | Centrocampista | Rudy Yearwood     | 47' |
| 11 | Delantero      | Axel Mckenzie     | 68' |
| 2  | Defensa        | Gustavo Benjumea  | 68' |
| 22 | Delantero      | Hiberto Peralta   | 86' |

| 6' 21' · 89' | Carlos Small Anthony Stewart | 3 |

| 12' · 60' · 76' · 89' | Marlon Ávila Víctor Ávila Jefferson Murillo Anthony Stewart |

| 60' · 68' · 76' · 92' | Gerardo Negrete Rudy Yearwood Gustavo Benjumea Axel Mckenzie |

| 90' · 90' · 90' | Felipe Baloy Wess Torres Alejandro Cortes |

| Principal  | Fernando Morón   |
| Asistentes | Andrés Vargas    |
|            | Jorginho Vásquez |
| Cuarto     | Oliver Vergara   |
| Quinto     | Ulis Abrego      |

|  |                    |     |     |
|  | Tiros a puerta     | 8   | 3   |
|  | Faltas             | 17  | 14  |
|  | Posesión del balón | 48% | 52% |

|                                     |
| CA Independiente Campeón 6.° título |

## Estadísticas

### Máximos goleadores
Lista con los máximos goleadores de la competencia.
| 1.º                                          |  | Víctor Ávila        | C.A. Independiente  | 13 |
| 2.º                                          |  | Carlos Small        | C.A. Independiente  | 11 |
| 3.º                                          |  | Rolando Blackburn   | Tauro F.C.          | 9  |
| 4.º                                          |  | Ronnie Villareal    | Herrera F.C.        | 8  |
| 5.º                                          |  | Juan González       | Herrera F.C.        | 6  |
| 5.º                                          |  | Valentín Pimentel   | Sporting S.M.       | 6  |
| 5.º                                          |  | Ovidio López        | C.D. Plaza Amador   | 6  |
| 5.º                                          |  | Breidy Goluz        | Tauro F.C.          | 6  |
| 6.º                                          |  | Gabriel Torres      | Sporting S.M.       | 5  |
| 6.º                                          |  | Ricardo Ávila       | C.D. Universitario  | 5  |
| 6.º                                          |  | Ansony Frías        | C.D. Árabe Unido    | 5  |
| 6.º                                          |  | Darwin Pinzón       | Umecit F. C.        | 5  |
| 6.º                                          |  | Kevin Meneses       | C.A. Independiente  | 5  |
| 6.º                                          |  | Alberto Saldaña     | Atlético Chiriquí   | 5  |
| 7.º                                          |  | Isaias Soto         | San Francisco F. C. | 4  |
| 7.º                                          |  | Jhamal Rodríguez    | San Francisco F. C. | 4  |
| 7.º                                          |  | Edson Samms         | Herrera F.C.        | 4  |
| 7.º                                          |  | Angel Ortega        | Potros del Este     | 4  |
| 7.º                                          |  | Richard Rodríguez   | Alianza F.C.        | 4  |
| 7.º                                          |  | Ronaldo Dinolis     | C.D. Plaza Amador   | 4  |
| 7.º                                          |  | Jorlian Sánchez     | Sporting S.M.       | 4  |
| 8.º                                          |  | Yair Jaén           | Tauro F.C.          | 3  |
| 8.º                                          |  | Jorge Serrano       | C.A. Independiente  | 3  |
| 8.º                                          |  | Martin Ruiz         | San Francisco F. C. | 3  |
| 8.º                                          |  | Jair Catuy          | C.D. Universitario  | 3  |
| 8.º                                          |  | Jefferson Murillo   | C.A. Independiente  | 3  |
| 8.º                                          |  | Miguel Camargo      | San Francisco F. C. | 3  |
| 8.º                                          |  | Omar Valencia       | Potros del Este     | 3  |
| 8.º                                          |  | Rafael Águila       | C.A. Independiente  | 3  |
| 8.º                                          |  | Axel McKenzie       | Tauro F.C.          | 3  |
| 9.º                                          |  | Anthony Stewart     | C.A. Independiente  | 2  |
| 9.º                                          |  | Omar Browne         | Tauro F.C.          | 2  |
| 9.º                                          |  | Reyniel Perdomo     | Alianza F.C.        | 2  |
| 9.º                                          |  | Eber Díaz           | Umecit F. C.        | 2  |
| 9.º                                          |  | Edwin Aguilar       | Potros del Este     | 2  |
| 9.º                                          |  | Samir Ramírez       | C.D. Plaza Amador   | 2  |
| 9.º                                          |  | Jonathan Ceceña     | C.D. Árabe Unido    | 2  |
| 9.º                                          |  | Carlos Rivera       | San Francisco F. C. | 2  |
| 9.º                                          |  | Daniel Vargas       | Alianza F.C.        | 2  |
| 9.º                                          |  | Kevin Garrido       | Herrera F.C.        | 2  |
| 9.º                                          |  | Sergio Cunningham   | C.A. Independiente  | 2  |
| 9.º                                          |  | Davis Contreras     | C.A. Independiente  | 2  |
| 9.º                                          |  | Kevin Calderón      | C.D. Universitario  | 2  |
| 9.º                                          |  | Jan Vargas          | Tauro F.C.          | 2  |
| 9.º                                          |  | Kevin Berkeley      | Umecit F. C.        | 2  |
| 9.º                                          |  | Carlos Navas        | Alianza F.C.        | 2  |
| 9.º                                          |  | José Murillo        | C.D. Plaza Amador   | 2  |
| 9.º                                          |  | Armando Cooper      | C.D. Árabe Unido    | 2  |
| 9.º                                          |  | Eiver Florez        | Herrera F.C.        | 2  |
| 9.º                                          |  | Ricardo Buitrago    | C.D. Plaza Amador   | 2  |
| 9.º                                          |  | Carlos Rojas        | San Francisco F. C. | 2  |
| 9.º                                          |  | Adán Hendricks      | Sporting S.M.       | 2  |
| 9.º                                          |  | Jesús Rolón         | Potros del Este     | 2  |
| 9.º                                          |  | Rubén Baruco        | C.D. Árabe Unido    | 2  |
| 9.º                                          |  | Sergio Murillo      | Umecit F. C.        | 2  |
| 9.º                                          |  | Javier Rivera       | Sporting S.M.       | 2  |
| 9.º                                          |  | Yamar Reed          | C.D. Árabe Unido    | 2  |
| 9.º                                          |  | Ricardo Clarke      | C.D. Plaza Amador   | 2  |
| 9.º                                          |  | John Asprilla       | Alianza F.C.        | 2  |
| 9.º                                          |  | Cristian Quintero   | Tauro F.C.          | 2  |
| 9.º                                          |  | Alexis Corpas       | Sporting S.M.       | 2  |
| 9.º                                          |  | Luis González       | Umecit F. C.        | 2  |
| 9.º                                          |  | Edgar Aparicio      | Sporting S.M.       | 2  |
| 10.º                                         |  | Manuel Rodríguez    | Alianza F.C.        | 1  |
| 10.º                                         |  | Yair Hurtado        | Sporting S.M.       | 1  |
| 10.º                                         |  | Romario Rodríguez   | Umecit F. C.        | 1  |
| 10.º                                         |  | Moisés Garibaldo    | San Francisco F. C. | 1  |
| 10.º                                         |  | Abdiel Garcés       | Herrera F.C.        | 1  |
| 10.º                                         |  | Jesús Araya         | Herrera F.C.        | 1  |
| 10.º                                         |  | Alberts Fruto       | Sporting S.M.       | 1  |
| 10.º                                         |  | José Muñoz          | Sporting S.M.       | 1  |
| 10.º                                         |  | Rolando Rodríguez   | Alianza F.C.        | 1  |
| 10.º                                         |  | Alvin Mendoza       | Alianza F.C.        | 1  |
| 10.º                                         |  | Bayron Walters      | Potros del Este     | 1  |
| 10.º                                         |  | Ángelo Gudiño       | C.A. Independiente  | 1  |
| 10.º                                         |  | Yoameth Murillo     | Potros del Este     | 1  |
| 10.º                                         |  | Jhon Gómez          | Potros del Este     | 1  |
| 10.º                                         |  | Akyel Reyes         | Umecit F. C.        | 1  |
| 10.º                                         |  | Ezequiel Gómez      | Umecit F. C.        | 1  |
| 10.º                                         |  | Rafael Emanuel      | C.D. Árabe Unido    | 1  |
| 10.º                                         |  | Erick Rodríguez     | C.D. Universitario  | 1  |
| 10.º                                         |  | Juan Gómez          | Sporting S.M.       | 1  |
| 10.º                                         |  | Jordy Meléndez      | Umecit F. C.        | 1  |
| 10.º                                         |  | José Hoyte          | C.D. Universitario  | 1  |
| 10.º                                         |  | Arturo Aizpu        | Atlético Chiriquí   | 1  |
| 10.º                                         |  | Ricardo Mitre       | Potros del Este     | 1  |
| 10.º                                         |  | Gustavo Benjumea    | Tauro F.C.          | 1  |
| 10.º                                         |  | Osvaldo Valencia    | C.D. Universitario  | 1  |
| 10.º                                         |  | Joel Barría         | Sporting S.M.       | 1  |
| 10.º                                         |  | Roberto Chen        | Umecit F. C.        | 1  |
| 10.º                                         |  | Gilberto Rangel     | Alianza F.C.        | 1  |
| 10.º                                         |  | Jhoinner Flórez     | Atlético Chiriquí   | 1  |
| 10.º                                         |  | José González       | C.D. Árabe Unido    | 1  |
| 10.º                                         |  | Omar Valderrama     | Potros del Este     | 1  |
| 10.º                                         |  | Guillermo Benítez   | Potros del Este     | 1  |
| 10.º                                         |  | Ezequiel Sarmiento  | C.D. Universitario  | 1  |
| 10.º                                         |  | Romario Piggott     | C.D. Plaza Amador   | 1  |
| 10.º                                         |  | Yeisón Ramírez      | San Francisco F. C. | 1  |
| 10.º                                         |  | Leonel Triana       | Alianza F.C.        | 1  |
| 10.º                                         |  | Carlos González     | C.A. Independiente  | 1  |
| 10.º                                         |  | Camilo Villegas     | Alianza F.C.        | 1  |
| 10.º                                         |  | Osvaldo Lay         | Herrera F.C.        | 1  |
| 10.º                                         |  | Rudy Yearwood       | Tauro F.C.          | 1  |
| 10.º                                         |  | Miguel Cardona      | Atlético Chiriquí   | 1  |
| 10.º                                         |  | Didier Dawson       | C.D. Plaza Amador   | 1  |
| 10.º                                         |  | Irving Gudiño       | Tauro F.C.          | 1  |
| 10.º                                         |  | Ricardo Phillips JR | Potros del Este     | 1  |
| 10.º                                         |  | Heyin Guardia       | Alianza F.C.        | 1  |
| 10.º                                         |  | Oliver Cawthorne    | Potros del Este     | 1  |
| 10.º                                         |  | Ángel Caicedo       | C.D. Universitario  | 1  |
| 10.º                                         |  | Miguel Saavedra     | Atlético Chiriquí   | 1  |
| 10.º                                         |  | Kairo Walters       | Potros del Este     | 1  |
| 10.º                                         |  | Alberto García      | Herrera F.C.        | 1  |
| 10.º                                         |  | Anel Ryce           | C.D. Plaza Amador   | 1  |
| 10.º                                         |  | Reynaldiño Verley   | Alianza F.C.        | 1  |
| 10.º                                         |  | Jilmar Sánchez      | C.D. Plaza Amador   | 1  |
| Última actualización: 9 de diciembre de 2023 |  |                     |                     |    |

### Galardones por jornada
| Jornada | Posición         | Jugador            | Equipo              |
| ------- | ---------------- | ------------------ | ------------------- |
| 1       |                  | Jilmar Sánchez     | C.D. Plaza Amador   |
| 2       | Luis González    | Umecit F. C.       |                     |
| 3       | Gerardo Negrete  | Tauro F.C.         |                     |
| 4       |                  | Juan González      | Herrera F.C.        |
| 5       |                  | Juan González      | Herrera F.C.        |
| 6       |                  | Juan González      | Herrera F.C.        |
| 7       |                  | Omar Valencia      | Potros del Este     |
| 8       |                  | Richard Rodríguez  | Alianza F.C.        |
| 9       |                  | Jonathan Ceceña    | C.D. Árabe Unido    |
| 10      |                  | Armando Cooper     | C.D. Árabe Unido    |
| 11      |                  | Kevin Galván       | Sporting S.M.       |
| 12      |                  | Andrés Dussan      | Atlético Chiriquí   |
| 13      |                  | Omar Browne        | Tauro F.C.          |
| 14      | Jair Catuy       | C.D. Universitario |                     |
| 15      |                  | Isaias Soto        | San Francisco F. C. |
| 16      | Ronnie Villareal | Herrera F.C.       |                     |

## Tabla Anual

### Acumulada Temporada 2023
| Pos. | Equipo                   | Pts. | PJ | G  | E  | P  | GF | GC | Dif. | Notas                                     |
| ---- | ------------------------ | ---- | -- | -- | -- | -- | -- | -- | ---- | ----------------------------------------- |
| 1    | CA Independiente         | 67   | 32 | 20 | 7  | 5  | 72 | 33 | +39  | Campeón del Torneo Apertura y Clausura    |
| 2    | AF Sporting SM           | 55   | 32 | 15 | 10 | 7  | 43 | 24 | +19  |                                           |
| 3    | Tauro FC                 | 54   | 32 | 15 | 9  | 8  | 43 | 27 | +16  | Subcampeón del Torneo Apertura y Clausura |
| 4    | Herrera FC               | 50   | 32 | 13 | 11 | 8  | 52 | 33 | +19  |                                           |
| 5    | San Francisco FC         | 43   | 32 | 10 | 13 | 9  | 30 | 31 | −1   |                                           |
| 6    | Alianza FC               | 43   | 32 | 11 | 10 | 11 | 28 | 34 | −6   |                                           |
| 7    | CD Universitario         | 43   | 32 | 11 | 10 | 11 | 33 | 41 | −8   |                                           |
| 8    | Deportivo Árabe Unido    | 42   | 32 | 10 | 12 | 10 | 30 | 28 | +2   |                                           |
| 9    | CD Plaza Amador          | 41   | 32 | 11 | 8  | 13 | 41 | 34 | +7   |                                           |
| 10   | Club Deportivo del Este  | 36   | 32 | 10 | 6  | 16 | 42 | 54 | −12  |                                           |
| 11   | Umecit FC                | 32   | 32 | 8  | 8  | 16 | 32 | 39 | −7   |                                           |
| 12   | CD Atlético Chiriquí (D) | 15   | 32 | 3  | 6  | 23 | 22 | 90 | −68  | Descenso de categoría                     |

Actualizado a los partidos jugados el 7 de noviembre de 2023.
 Fuente: Liga Panameña de Fútbol
- (D): Equipo descendido a segunda división.

| Simbología |
| --- |
| Pos – Posición; PJ – Partidos Jugados; PG - Partidos Ganados; PE - Partidos Empatados; PP - Partidos Perdidos; GF – Goles a Favor; GC – Goles en Contra; DIF – Diferencia de Goles; PTS - Puntos. |

## Cambios de categoría
| Descendidos a Liga Prom | Ascendidos a Liga LPF |
| ----------------------- | --------------------- |
| Atlético Chiriquí       | Veraguas United FC    |